# Янушпільський район
Янушпільський район — адміністративно-територіальна одиниця УРСР, що існувала з 1923 по 1957 роки в складі Житомирської (1923—1925) та Бердичівської (1925—1930) округ, УСРР, Вінницької (1932—1937) та Житомирської областей (1937—1957). Районний центр — смт Іванопіль (до 1946 року — Янушпіль).

## Історія та адміністративний устрій
Район було утворено 7 березня 1923 року у складі Житомирської округи. До складу увійшли 24 сільські ради колишніх Янушпільської (Бейзимівська, Буряківська, Волицька, Галіївська, Жеребківська, Лісно-Слобідська, Янушпільська), Озадівської (Велико-Коровинецька, Голодьківська, Гардишівська, Лемешівська, Мало-Татаринівська, Райгородоцька, Райківська, Рачківська) та Краснопільської (Безпечнянська, Бурковецька, Краснопільська, Молочківська, Мотрунківська, Носівська, Стетковецька, Трощанська) волостей Житомирського повіту Волинської губернії.
17 червня 1925 року Янушпільський район (з усіма сільськими радами) разом з Любарським, частково з Андрушівським та Чуднівським районами Волинської округи передано до складу Бердичівської округи.
Протягом 1926-28 років в складі району були утворені Андріяшівська, Коваленківська, Лихосільська, Мартинівська, Певнянська, Польово-Слобідська, Червонецька сільські ради.
2 вересня 1930 року було скасовано поділ УРСР на округи, через що, від 15 вересня 1930 року, Янушпільський район, як і решта окремих адміністративних одиниць, перейшов у безпосереднє підпорядкування до республіканського центру.
9 лютого 1932 року район було включено до складу новоствореної Вінницької області. 13 лютого 1935 року Коваленківську сільську раду було передано до складу Любарського району. Від 22 вересня 1937 року район став адміністративно-територіальною частиною щойно утвореної Житомирської області.
В 1941-43 роках територія району входила до складу ґебітскомісаріату Бердичів Генеральної округи Житомир. Було утворено 2 сільські управи.
Станом на 1 вересня 1946 року складався із 1 селищної та 21 сільської рад, до складу яких входив 31 населених пунктів — 1 смт, 23 село та 7 хуторів. Селищна рада: Іванопільська. Сільські ради: Андріяшівська, Безпечнянська, Бурковецька, Буряківська, Галіївська, Жеребківська, Краснопільська, Лемешівська, Лихосільська, Лісово-Слобідська, Мало-Волицька, Мартинівська, Молочківська, Мотрунківська, Носівська, Озадівська, Певнянська, Польово-Слобідська, Райгородоцька, Стетковецька та Трощанська.
З 11 серпня 1954 року кількість сільських рад було скорочено до 12 — ліквідовано Андріяшівську, Безпечнянську, Галіївську, Лихосільську, Мартинівську, Мотрунківську, Озадівську, Певнянську та Польово-Слобідську сільські ради.
28 листопада 1957 року Указом Президії Верховної Ради УРСР район було ліквідовано, його територія у повному складі увійшла до складу Чуднівського району.

## Населення
Згідно з Всесоюзним переписом населення 1926 року в Янушпільському районі мешкало 43 330 осіб (48,48 % або 21 005 чоловіків та 51,52 % або 22 325 жінок). З них 33,2 % або 14 384 були письменними. Рівень письменності серед чоловіків — 47,03 %, жінок — 20,18 %.
Розподіл населення за рідними мовами був наступним:
| Рідна мова | Кількість | Частка, % |
| ---------- | --------- | --------- |
| українська | 37721     | 87,06     |
| польська   | 3060      | 7,06      |
| єврейська  | 2308      | 5,33      |
| російська  | 147       | 0,34      |
| інші       | 94        | 0,22      |

Національний склад населення за даними перепису 1926 року:
| Національність | Кількість | Частка, % |
| -------------- | --------- | --------- |
| українці       | 35224     | 81,29     |
| поляки         | 5504      | 12,7      |
| євреї          | 2340      | 5,4       |
| росіяни        | 145       | 0,33      |
| інші           | 117       | 0,27      |

За даними перепису населення СРСР 1939 року чисельність населення району становила 33 783 осіб, з них українців — 27 108, росіян — 1 038, німців — 24, євреїв — 963, поляків — 4342, інших — 308.